# Giuseppe Colizzi
Giuseppe Colizzi (né le 28 juin 1925 à Rome et mort le 23 août 1978 dans la même ville) est un réalisateur, scénariste et producteur italien.

## Biographie
Giuseppe Colizzi est célèbre pour avoir dirigé Terence Hill et Bud Spencer dans de nombreux westerns spaghetti.

## Filmographie partielle

### Comme réalisateur
- 1967 : Dieu pardonne... moi pas ! (Dio perdona... io no!)
- 1968 : Les Quatre de l'Ave Maria (I quattro dell'Ave Maria)
- 1969 : La Colline des bottes (également connu sous le titre Trinita va tout casser) (La collina degli stivali)
- 1972 : Maintenant, on l'appelle Plata (...più forte ragazzi!)
- 1974 : Joe et Margherito (Arrivano Joe e Margherito)
- 1978 : Switch (it)

### Comme producteur
- 1953 : Deux Nuits avec Cléopâtre (Due notti con Cleopatra) de Mario Mattoli
- 1955 : Il bidone de Federico Fellini